# كلية الخليل للتمريض
كلية الخليل للتمريض والتي تمثل إحدى الكليات الرائدة في مجال التمريض بفلسطين والتي تسعى جاهده بخطوات ايجابيه سريعة نحو تبوؤها مكانتها اللائقة بين كليات التمريض. ولقد كان لزاماً على كلية الخليل التمريض القيام بدورها الريادي في مواجهة أهم هذه التحديات وهي اعداد ممرض وممرضه وقابله مميز ومؤهل علمياً  وعملياً للقيام بدوره الفعال في المجتمع وقادر على المنافسة في سوق العمل.
كلية الخليل للتمريض هي أول كلية أنشئت في جنوب الضفة الغربية في عام 1994 حيث كانت تمنح تخصص واحد وهو دبلوم التمريض، وفي عام 2006 تم افتتاح دبلوم القبالة من قبل الهيئة الوطنية للاعتماد والجودة بدعم من البنك الدولي وحصلت ايضاً على اعتماد لطرح برنامج الدبلوم في التخدير عام 2007.